# Lisbon Falls (Maine)
Lisbon Falls es un lugar designado por el censo (en inglés, census-designated place, CDP) situado en el municipio de Lisbon, en el condado de Androscoggin, Maine, Estados Unidos. Según el censo de 2020, tiene una población de 4182 habitantes.

## Geografía
La localidad está ubicada en las coordenadas 44°0′31″N 70°3′27″O / 44.00861, -70.05750 (44.008612, -70.057636). Según la Oficina del Censo de los Estados Unidos, tiene una superficie total de 10.02 km², de la cual 9.53 km² corresponden a tierra firme y 0.49 km² están cubiertos de agua.

## Demografía
Según el censo de 2020, hay 4182 personas residiendo en la localidad. La densidad de población es de 438.82 hab./km². El 91.68% de los habitantes son blancos, el 0.79% son afroamericanos, el 0.43% son amerindios, el 0.67% son asiáticos, el 0.10% son isleños del Pacífico, el 0.79% son de otras razas y el 5.55% son de una mezcla de razas. Del total de la población, el 1.77% son hispanos o latinos de cualquier raza.